# ディア・ロンリーガール
「ディア ロンリーガール」は、加藤ミリヤの3枚目のシングル。2005年3月24日発売。

## 解説
- 2005年1枚目となるシングルで、前作から約4ヶ月ぶりのシングル。
- 公式ホームページでは「ディア・ロンリーガール」と表記されているが、正しくはディアの後に半角スペースが入る「ディア ロンリーガール」である。CDジャケット及び帯には「ロンリーガール」と記載されているが、正式なタイトルは前述の表記となっている。
- マーヴィン・ゲイ「Sexual Healing」 、佐東由梨「ロンリー・ガール」、ECD「ECDのロンリーガール feat. K DUB SHINE」をサンプリング。ECDのロンリーガールへのアンサーソングとなっている[1]。
- 「ディア ロンリーガール」の歌詞の中に数多く登場する名前は、友人、スタッフ、『Deep Love』の登場人物の名前である[1]。

## 収録曲
| #         | タイトル                               | 作詞                       | 作曲                      | 編曲      | 時間  |
| --------- | -------------------------------------- | -------------------------- | ------------------------- | --------- | ----- |
| 1.        | 「ディア ロンリーガール」              | Miliyah, Takashi Matsumoto | Miliyah, Kyouhei Tsutsumi | Shingo.S  | 3:29  |
| 2.        | 「Dreaming under the moon」            | Miliyah                    | Miliyah                   | Maestro-T | 4:59  |
| 3.        | 「Ooh...Baby」                         | Miliyah                    | Miliyah                   | Shingo.S  | 3:34  |
| 4.        | 「ディア ロンリーガール INSTRUMENTAL」 |                            | Kyouhei Tsutsumi          | Shingo.S  | 3:28  |
| 合計時間: | 合計時間:                              | 合計時間:                  | 合計時間:                 | 合計時間: | 15:30 |

## タイアップ
| 曲名                    | タイアップ                                                 |
| ----------------------- | ---------------------------------------------------------- |
| ディア ロンリーガール   | ネット配信映画「ロンリーガール」主題歌                     |
| ディア ロンリーガール   | フジテレビ系「HEY!HEY!HEY! MUSIC CHAMP」エンディングテーマ |
| Dreaming under the moon | テレビ東京系アニメ「冒険王ビィト」エンディングテーマ       |

## 収録アルバム
- Rose (#1)
- BEST DESTINY (#1)
- M BEST (#1)